# 铀氮化物
氮鈾化物，是核燃料循環中重要的燃料。典型的氮鈾化物由一氮化鈾(UN)、三氮化二鈾(U2N3)及二氮化鈾(UN2)組成。

## 一氮化鈾

### 簡介
一氮化铀（UN），黄褐色或灰色晶体，立方晶系氯化钠型结构。相对密度14.31。熔点2630±50 °C。铀和氮加热至400 °C时产生的是一氮化铀、三氮化二铀和二氮化铀的混合物。基於其具有高熔點、密度和熱導率等﹐用作核燃料。

### 製取
把鈾放在氫氣中，生成三氫化鈾，最適温度為225°C

{\displaystyle {\ce {4U + 6H2 -> 4UH3}}}

再將氫化物置於氮氣中，生成三氮化二鈾。注意，此反應為放出大量熱。

{\displaystyle {\ce {4 UH3 + 3 N2 -> 2 U2N3 + 6H2}}}

最後，三氮化二鈾可在900°C或以上的真空環境或1200°C或以上的惰性氣體環境被脫氮還原，生成一氮化鈾

{\displaystyle {\ce {2 U2N3 -> 4UN + N2}}}